# 27507 Travisbrown
27507 Travisbrown è un asteroide della fascia principale. Scoperto nel 2000, presenta un'orbita caratterizzata da un semiasse maggiore pari a 2,5402620 au e da un'eccentricità di 0,1362558, inclinata di 8,60114° rispetto all'eclittica.
L'asteroide è dedicato al divulgatore statunitense Travis Brown.